# Shogun Assassin
Shogun Assassin es una película de samuráis de 1980 dirigida por Robert Houston. Fue protagonizada por Tomisaburo Wakayama y Akihiro Tomikawa. La cinta fue creada utilizando escenas de dos películas japonesas de 1972, Kozure Ōkami: Kowokashi udekashi tsukamatsuru y Kozure Ōkami: Sanzu no kawa no ubaguruma. Ambas forman parte de una saga cinematográfica basada en el manga Kozure Ōkami (El lobo solitario y su cachorro). Shogun Assassin fue creada para ser comercializada en el mercado anglosajón, específicamente en el Reino Unido y Estados Unidos.

## Trama
La película es narrada por Daigoro, un niño que viaja junto a su padre Ogami Ittō a lo largo de Japón. Ittō era un samurái y verdugo que trabajaba para el shogunato, siendo respetado debido a sus habilidades. Sin embargo, el shōgun se volvió paranoico producto de la senilidad y ordenó su asesinato. Los hombres del shōgun no pudieron matar a Ittō, quien al ver cómo su esposa fue asesinada, juró vengarse del shōgun. El samurái le dio a Daigoro la posibilidad de viajar junto a él en su búsqueda de la venganza o morir y estar junto a su madre. El niño, que tenía un par de años de edad, optó por acompañar a su padre.
En el camino se enfrentan a diversos enemigos, incluidos dos hijos del shōgun, quienes son vencidos por Ittō. Otros enemigos a quienes se enfrenta son un clan de mujeres ninja, que lo emboscan durante su camino. El samurái utiliza el coche de su hijo para esconder armas, y logra derrotarlas. Daigoro lleva la cuenta de los enemigos que ha matado su padre, para saber por cuántas almas debe rezar. El número asciende a más de 300 enemigos.
Durante su viaje, Ittō acepta además trabajos como sicario, recibiendo dinero a cambio de matar a determinadas personas. El shōgun encargó a tres de sus hombres, llamados "maestros de la muerte", que cuiden a su hermano Kiru. Ittō es encargado para matar a Kiru antes que cruce la frontera. Tras escapar de un naufragio, el samurái los sigue hasta unas dunas, donde se enfrenta a ellos. Ittō logra derrotar a los maestros de la muerte y mata al hermano del shōgun.

## Reparto
- Tomisaburo Wakayama ... Ogami Ittō
- Akihiro Tomikawa ... Ogami Daigoro
- Kayo Matsuo ... Ninja suprema
- Minoru Oki ... Maestro de la muerte
- Akiji Kobayashi ... Maestro de la muerte
- Shin Kishida ... Maestro de la muerte

## Producción
Shogun Assassin fue creada combinando dos películas japonesas de 1972, Kozure Ōkami: Kowokashi udekashi tsukamatsuru y Kozure Ōkami: Sanzu no kawa no ubaguruma. Ambas forman parte de una saga cinematográfica basada en el manga El lobo solitario y su cachorro. El filme, producido por Robert Houston y David Weisman, fue comercializado en el mercado anglosajón, por lo que los diálogos fueron doblados al inglés. Además, se simplificaron algunos elementos de la trama de las cintas originales.
Weisman y Houston contrataron a sordomudos para que leyeran los labios de los actores japoneses, con el objetivo que los diálogos en inglés estuvieran coordinados con las bocas de los actores. Algunos de los actores que contribuyeron con sus voces en la película fueron Sandra Bernhard, Marshall Efron, Sam Weisman y Lamont Johnson. La voz de Daigoro fue hecha por Gibran Evans, hijo de Jim Evans, ilustrador a cargo del afiche de la película. A diferencia de las películas japonesas, Shogun Assassin cuenta con un narrador, interpretado por Gibran Evans en el rol de Daigoro.